# Cagalli Yula Athha
Cagalli Yula Athha (カガリ・ユラ・アスハ, Kagari Yura Asuha) é um personagem fictício da série Mobile Suit Gundam SEED, que foi produzido pela Sunrise como parte da franquia Gundam. Na série, Cagalli é um dos humanos comuns, rotulados como Naturals, lutando contra humanos geneticamente melhorados conhecidos como Coordinators em uma guerra prolongada. Apesar de ser vista lutando no campo de batalha em vários momentos ao lado da organização militar dos Naturals, a Aliança da Terra, Cagalli revelou-se mais tarde a filha de Uzumi Nara Athha, líder do país neutro de Orb. Depois de ajudar seus novos aliados a parar a guerra, Cagalli se torna o líder da Orb. Seu novo papel como tal, é explorado ainda mais na sequência da série, Mobile Suit Gundam SEED Destiny.
Cagalli também apareceu nas adaptações de mangá das duas séries de TV, bem como as compilações de filmes. Vários jogos da franquia Gundam, bem como os jogos de crossovers também apresentam Cagalli como pilota de mobile suits. Ela é dublada na série japonesa por Naomi Shindō. Em inglês, ela é expressado por Vanessa Morley, na dublagem feita pela Ocean, e por Cherami Leigh, na dublagem da NYAV.
Seu personagem foi bem recebido no Japão, tendo aparecido várias vezes nas pesquisas de popularidade do Anime Grand Prix para personagens femininos favoritos, bem como pesquisas online feitas pela Sunrise sobre a franquia Gundam. A recepção crítica para Cagalli também foram positivas, principalmente por causa de sua forte personalidade e desenvolvimento em ambas as séries de TV.

## Aparições

### Em Mobile Suit Gundam SEED
Cagalli é vista pela primeira vez na colônia espacial de Heliopolis, onde descobre que os mobile suits avançados foram desenvolvidos para a Aliança da Terra pela Orb. Durante o ataque da ZAFT contra Heliopolis, Cagalli corre para Kira Yamato que a leva a um abrigo de evacuação. Ela reaparece quando o Andrew Waltfeld, da ZAFT, destrói a cidade de Tassil, forçando ela e seus camaradas da Desert Dawn a persegui-lo. Dominados, vários combatentes da resistência são mortos até Kira chegar no Strike para salvá-los. Cagalli fica com o navio Archangel ajudando-o na batalha com um FX-550 Skygrasper sobressalente. Quando o Archangel chega a Orb, Cagalli revela que ela é filha do Representante Chefe da Orb Union, Uzumi Nara Athha. Cagalli fica em Orb e depois descobre que o soldado capturado da ZAFT, Athrun Zala, aparentemente matou Kira. Ela confronta Athrun, mas finalmente lhe permite retornar a ZAFT. Cagalli descobre que Kira sobreviveu e se reúne com ele, assim como com Athrun, que uniu forças com Kira.
Quando a Aliança da Terra sob a direção de Blue Cosmos ataca a Orb, o pai de Cagalli lhe dá uma fotografia dela e de Kira quando eram bebês, revelando que são gêmeos. Cagalli então escapa a bordo do Kusanagi, pois seu pai e os outros líderes da Orb sacrificam suas vidas autodestruindo o país para evitar que ele seja usado pela Aliança da Terra. Cagalli então junta-se à Three Ships Alliance, que está tentando parar as intenções genocidas dos líderes de ambos os lados. Lá, ela começa um relacionamento romântico com Athrun e se torna a pilota do mobile suit MBF-02 Strike Rouge (MBF-02 ストライクルージュ) para protegê-lo.

### Em Mobile Suit Gundam SEED Destiny
Dois anos após a guerra em Mobile Suit Gundam SEED Destiny, Cagalli assumiu o cargo de seu pai e tornou-se representante da Orb Union. Ela é acompanhada por Athrun, que atua como seu ajudante e guarda-costas, em uma missão diplomática para a PLANT's, onde ela se encontra com o presidente Gilbert Durandal para discutir assuntos sobre o aumento da militarização. Dentro de Orb, Cagalli é manipulada por outros para endossar uma aliança entre a Aliança da Terra e Orb e para apressar com um casamento organizado com Yuna Roma Seiran para finalizar o acordo. Kira sequestra Cagalli durante seu casamento e leva-a ao Archangel. Cagalli percebe seu erro e, do Archangel, tenta argumentar com as forças militares da Orb em um esforço para impedir que eles lutem contra a ZAFT. No entanto, Yuna se recusa a reconhecer Cagalli e ordena as forças da Orb para abrir fogo nela. Tendo retornado a ZAFT, Athrun culpa o Archangel pelo agravamento da situação, muito para o choque de Cagalli. Quando o Archangel retorna a Orb, está sob ataque das forças da ZAFT e da Aliança da Terra que buscam o Lord Djibril, líder da Logos. Lá Cagalli recebe o mobile suit ORB-01 Akatsuki (ORB-01 アカツキ) com a vontade de Uzumi. Pilotando o Akatsuki, Cagalli retoma sua posição como líder da Orb e ordena a prisão de Yuna. Ela então lidera um contra-ataque contra a ZAFT. Ela é capaz de manter Shinn Asuka no oceano, o suficiente para o retorno de Kira. Depois, Cagalli permanece em Orb para cuidar de suas responsabilidades como líder da Orb, enquanto o Archangel retorna ao espaço para continuar a luta contra a ZAFT.

### Em outras mídias
Além de estrelar a série de TV, Cagalli também é destaque em duas séries de filmes Mobile Suit Gundam SEED: Special Edition e Mobile Suit Gundam SEED Destiny: Special Edition, que compila os eventos de suas respectivas séries. No final do último filme, bem como no OVA, a Cagalli faz um acordo de paz com a ZAFT, permanecendo na Orb. Ela também aparece nas adaptações mangá de Gundam SEED e Gundam SEED Destiny, o último também inclui Mobile Suit Gundam SEED Destiny: The Edge. No mangá Mobile Suit Gundam SEED C.E. 73 Δ Astray, Cagalli encontra uma equipe de Marte durante sua visita a Orb, mas desaparece quando ela é sequestrada por Kira durante os eventos de Gundam SEED Destiny. Ela também foi destaque em um CD de personagens da série, com faixas realizadas por sua atriz de voz japonesa, Naomi Shindō.
Cagalli também aparece em vários jogos da franquia Gundam, incluindo Mobile Suit Gundam Seed: Rengou vs. Z.A.F.T. e Mobile Suit Gundam Seed Destiny: Rengou vs. Z.A.F.T. II onde ela é jogável pilotando o Strike Rouge e o Akatsuki.

## Recepção

### Popularidade
O personagem de Cagalli tem sido muito popular no Japão; ela apareceu várias vezes nas pesquisas de popularidade do Anime Grand Prix como um dos melhores personagens de anime feminino. Em 2002, ela ficou em segundo lugar, e depois ficou em quarto lugar em 2003. Ela ficou em segundo lugar no 27º e 28º, e ficou em quarto lugar no 29º.
Em uma pesquisa da revista Newtype, Cagalli foi eleita como a personagem de anime feminino mais popular dos anos 2000. Cagalli também foi a vencedora em uma pesquisa da Sunrise que perguntou aos fãs o personagem feminino de Gundam SEED e Gundam SEED Destiny que eles queriam ver em roupa de banho. Ela também foi a primeira em outra pesquisa que perguntou aos fãs quais os personagens femininos da franquia Gundam queriam ver em um vestido de noiva. Duas outras pesquisas do mesmo site pediram aos fãs quais eram os personagens mais memoráveis de Gundam SEED e de Gundam SEED Destiny; Cagalli ficou em quarto lugar em ambos.

### Crítica
Publicações para manga, anime e outros meios de comunicação comentaram sobre o personagem de Cagalli, dando uma resposta geralmente positiva. Em uma review da escritora da Mania Entertainment, Kim Wolstenholme, Cagalli foi descrita com elogios como um personagem feminino forte, em vez de um "personagem despreocupado" visto em outras séries de anime. Ela também gostou do envolvimento dela em Gundam SEED após sua aparição curta no primeiro. episódio da série. Um comentário semelhante foi feito por Ross Liversidge, da UK Anime Network, que elogiou o retorno de Cagalli na série devido ao fato de que a importância de seu papel foi bastante "inesperada". Além disso, Liversidge favoreceu os episódios em que Cagalli e Athrun se encontram e lutam pela primeira vez, pois também desenvolveram seus personagens enquanto os dois conversavam. Escrevendo para Mania, Chris Beveridge também gostou do envolvimento de Cagalli na série citando sua experiência em combate, bem como um triângulo romântico que parecia estar ocorrendo entre ela, Kira e Flay Allster. Em um episódio posterior, Wolstenholme descobriu que a personagem de Cagalli se tornara mais madura quando confrontou Athrun sobre os motivos para matar alguém seguindo os ensinamentos de seu pai, citando-o como momentos fortes e silenciosos da série. Analisando o mangá de Gundam SEED Destiny, Julie Gray, da Comic Book Bin, elogiou a relação romântica de Cagalli com Athrun apresentada no volume, enfatizando como é integral a história o tema romântico trazido pela série.